# Junco des volcans
Junco vulcani
Espèce
Statut de conservation UICN

 LC  : Préoccupation mineure
Le Junco des volcans (Junco vulcani) est une espèce de passereaux de la famille des Passerellidae.
Cet oiseau fréquente la cordillère de Talamanca.